# Anthony McAuliffe
O General Anthony Clement McAuliffe (2 de julho de 1898 – 11 de agosto de 1975) foi um oficial de alta patente do Exército dos Estados Unidos que comandou a 101ª Divisão Aerotransportada (101st Airborne) durante o cerco a Bastogne, na Bélgica, durante a Batalha das Ardenas na Segunda Guerra Mundial. Ele ficou famoso por sua resposta ao últimato alemão para sua rendição durante a batalha nas Ardenas. McAuliffe teria respondido: "Nuts!", ou em português "Loucura!".
Depois da batalha do Bulge, McAuliffe recebeu o comando de outra divisão, a 103ª Divisão de Infantaria do 7º Exército americano, que ele lideraria entre 15 de janeiro de 1945 até julho de 1945.